# دشت عزا
دشت غم ((به لاتین: Lugentes campi)) در انئید اثر ویرژیل، دشت عزا یا دشت ماتم، مکان ویژه‌ای برای کسانی است که در طول زندگی فانی خود توسط عشق نابود شده‌اند، و برای کسانی که در جنگ جان باخته‌اند بسیار غمگین شده‌اند. اندوه و درد و ناخشنودی کسانی که این غم را در زندگی تجربه کرده‌اند، پس از مرگ نیز با آنها باقی می‌ماند. پس از دشت آسفودل، تارتاروس و الیزیوم؛ آخرین منطقه از چهار منطقه جهان زیرین، دشت عزاداری است که برای روح کسانی که در اثر قلبی شکسته مرده‌اند، محفوظ است. آن ارواح  در تاریکی بیشه‌ستان تاریک درخت مورد سرگردانند. برخی از مشهورترین ساکنان میدان‌های عزاداری عبارتند از: دیدو، فدرا، پروکریس و لائودامیا هستند.
به عنوان مکانی زندگی پس از مرگ در طول سفر آئنیاس در دنیای مردگان در فرهنگ یونانی-رومی ذکر شده‌است. ویرژیل دشت‌ها را در نزدیکی آب‌های خروشان رودخانه استیکس (اسطوره) قرار می‌دهد و آن‌ها را دارای مسیرهای تاریک و تیره ددرختستان درخت مورد توصیف می‌کند. او از آنها به عنوان مکانی یاد می‌کند که در آن روح‌ها غم‌های زمینی خود را به یاد می‌آورند و برای عشق ناتمام سوگواری می‌کنند.
در دنیای اموات، آئنیاس با روح معشوقه سابق خود، ملکه دیدو کارتاژ باستان ملاقات می‌کند، که او سعی می‌کند پس از جدایی غم‌انگیز آنها با او آشتی کند. دیدو به تماس او پاسخ نمی‌دهد و در جنگل نزد همسر اولش، «سیچائوس» می‌رود و، از او کناره‌گیری می‌کند. پایان غیردوستانه و خشونت‌آمیز رابطه دیدو و آئنیاس، بنیانگذاران اسطوره ای کارتاژ و رم توسط ویرژیل برای توضیح رقابت طولانی و جنگ‌های پونی بین دو سیاست استفاده می‌شود.
در میان روح‌هایی که آئنیاس در میدان غم و اندوه ملاقات می‌کند، چندین شاهزاده خانم و شخصیت افسانه ای از جمله اریفیل که غم‌های پسرش را تحمل می‌کند و فدرا که باعث مرگ عشق خود، هیپولوتس شد، هستند.